# Haageocereus versicolor
Haageocereus versicolor là một loài thực vật có hoa trong họ Cactaceae. Loài này được (Werderm. & Backeb.) Backeb. mô tả khoa học đầu tiên năm 1936.